# Анголо Терме
Анголо Терме (итал. Angolo Terme) је насеље у Италији у округу Бреша, региону Ломбардија.
Према процени из 2011. у насељу је живело 2106 становника. Насеље се налази на надморској висини од 374 м.

## Становништво
Према резултатима пописа становништва 2011. у општини је живело 2.503 становника.
| 1931. | 1936. | 1951. | 1961. | 1971. | 1981. | 1991. | 2001. | 2011. |
| ----- | ----- | ----- | ----- | ----- | ----- | ----- | ----- | ----- |
| 2.244 | 2.300 | 2.576 | 2.634 | 2.555 | 2.525 | 2.507 | 2.508 | 2.503 |